# John Montagu Douglas Scott, 7. hertug af Buccleuch
John Charles Montagu Douglas Scott, 7. hertug af Buccleuch og 9. hertug af Queensberry KT GCVO JP DL (født 30. marts 1864, død 19. oktober 1935) var et skotsk medlem af Underhuset og senere af Overhuset. Han tilhørte den skotske adel.
Han var far til prinsesse Alice, hertuginde af Gloucester samt morfar til prins William af Gloucester og prins Richard, hertug af Gloucester.
Han var også en fjernere slægtning til Sarah, hertuginde af York og til prinsesserne Beatrice og Eugenie af York.

## Politiker
John Montagu Douglas Scott var et konservativt medlem af Underhuset i 1895–1906. Han var også medlem af Overhuset fra 1914 og frem til sin død i 1935.

## Forældre
Han var søn af William Montagu Douglas Scott, 6. hertug af Buccleuch og lady Louisa Jane Hamilton. Hun var datter af James Hamilton, 1. hertug af Abercorn og datterdatter af John Russell, 6. hertug af Bedford.

## Familie
John Montagu Douglas Scott var gift med lady Margaret Alice "Molly" Bridgeman, datter af George Bridgeman, 4. jarl af Bradford og datterdatter af Richard Lumley, 9. jarl af Scarbrough.
Parret fik otte børn, deriblandt:
- Walter Montagu Douglas Scott, 8. hertug af Buccleuch
- Lord William Montagu Douglas Scott, gift med lady Rachel Douglas Home (1910–1996), datter af Charles Douglas-Home, 13. jarl af Home og søster til premierminister Alec Douglas-Home.
- Lady Alice Christabel Montagu Douglas Scott, senere prinsesse Alice, hertuginde af Gloucester samt mor til prins William af Gloucester og prins Richard, hertug af Gloucester, svigermor til den dansk fødte Birgitte Eva Henriksen (Birgitte, hertuginde af Gloucester).